# Atrébates
Les Atrébates (en latin Atrebates) étaient un peuple celte de Gaule belgique (selon la terminologie romaine), dont une partie s’était installée dans l’île de Bretagne. Les Atrébates étaient de langue celtique,. En France, un trésor gaulois essentiellement composé de parures en or fut découvert et attribué aux Atrébates,,. Il daterait du IIe – Ier siècle avant J.-C. (voir Trésor des Atrébates). Leur territoire originel se situait dans le nord de la France.

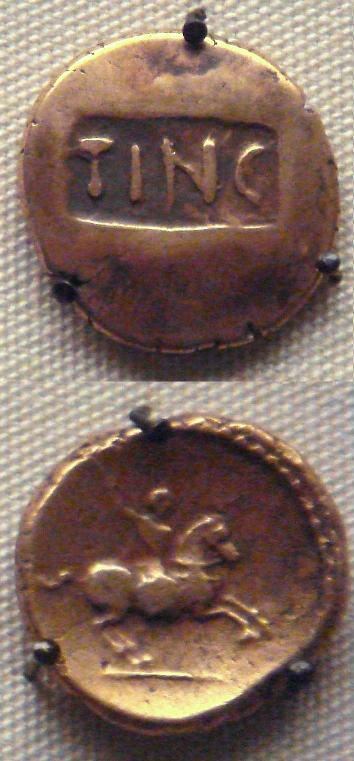
Statère représentant Tincomarus, roi des Atrébates.

## Étymologie

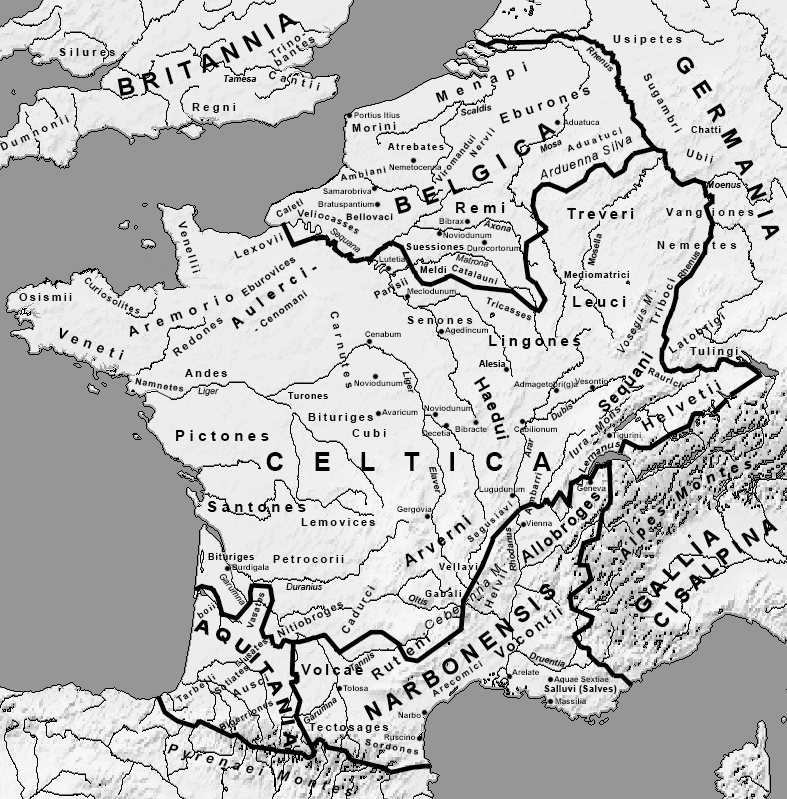
Carte des peuples de la Gaule.

Leur nom est probablement issu du celtique *Adtrebates de *Ad-treba-ti peut-être « ceux qui habitent » ou « ceux qui possèdent des villages » (cf. vieil irlandais ad-treba « il habite, il cultive », verbe dérivé de treb « habitation », cognat du breton tre- « village » cf. trève, gallois tref « habitation »), latinisé en Atrebates,.
Ils vivaient en Atrébatie correspondant approximativement à l'Artois, dont l'étymologie s'explique par leur nom. Leur oppidum Nemetocenna (ou Nemetacon « le pays, le terrain appartenant au sanctuaire » cf. nemeto- et suffixe -āko.) est connu à partir de la période du Bas-Empire romain sous le nom Arras (Athrebate XIe siècle) qui conserve également cet ethnonyme selon un processus fréquemment observé en Gaule.

## Les Atrébates selon Jules César

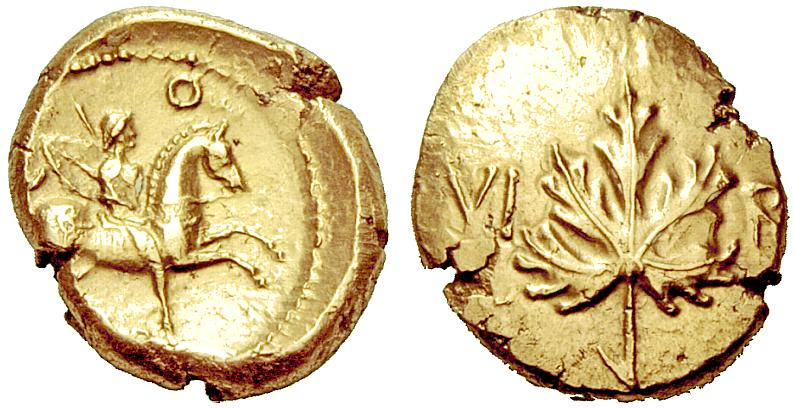
Monnaie des Atrebates Verica.

Dans sa Guerre des Gaules, Jules César apparente les Atrébates aux peuples belges originaires de Germanie qui ont envahi les territoires du Nord de la Gaule entre le IVe et le IIe siècle avant l'ère chrétienne. Il est probable que c’est au cours d’un de ces mouvements de populations que les Atrébates se sont installés dans la région d’Arras, où ils ont fondé une cité : Nemetocenna. Ils correspondent archéologiquement aux Celtes danubiens. Ils descendent de ces peuples celtes en mouvement au IIIe siècle av. J.-C.,[réf. nécessaire] tout en s'étant agrégés au substrat celtique préexistant.
Jules César fait état pour la première fois des Atrébates en nous renseignant sur un contingent de 15 000 guerriers mis à la disposition d’une coalition belge.
En -57, ils participent à l'attaque de Bibrax (identifié à l'oppidum de Saint-Thomas dans l'Aisne) et à la bataille de l'Aisne. La même année, lors de la bataille du Sabis sur la Selle, les Atrébates, associés aux Nerviens et aux Viromanduens affrontent les légions romaines. Ils sont défaits par l’aile gauche de l’armée romaine tenue par les IXe et Xe légions.
Après ce revers, la période qui suit est marquée par la coopération des Atrébates aux projets de Jules César qui trouve un allié efficace en la personne de Commios. Attesté comme roi des Atrébates en 55 av. J.-C. (César désigne Commios comme roi après la défaite contre les Nerviens et les Viromanduens), il est envoyé par Jules César en Bretagne afin de convaincre les tribus du Sud de se soumettre au peuple romain. Les Romains désignent également Commios comme roi des Morins.
Jules César dispense les Atrébates, pour s’être acquittés au mieux de cette mission, du tribut levé sur les populations conquises et leur restitue leurs lois et leurs institutions.
Mais lors du soulèvement général de -52, Commios prend fait et cause pour le parti gaulois et fait alliance avec Vercingétorix, ce qui lui vaut d’être victime d’une tentative d’assassinat commanditée par le tribun Titus Labienus, lieutenant de Jules César. À la tête de quatre mille de ses guerriers, Commios se rend à Alésia afin de soutenir Vercingétorix dans sa lutte pour l’indépendance. Cette tentative échoue.
Commios tente une nouvelle révolte en -51 : il s'allie, tout comme les Ambiens, les Bellovaques et les Bituriges, au Bellovaque Correus ; mais les Belges sont une fois encore défaits dans les environs de l'Aisne et de l'Oise. Commios devra se réfugier en Bretagne.

## Les Atrébates de Bretagne

Les peuples celtes du sud de l'Angleterre.

Dès le IIe siècle av. J.-C., des Atrébates s'installèrent dans l'île de Bretagne (Sussex, Berkshire, Hampshire...).
À la suite de ses défaites sur le continent, Commios s'enfuit en Bretagne, où il devint roi des Atrébates insulaires, comme le raconte Frontin (Strategemata). Les monnaies émises depuis Calleva, l'actuelle Silchester, permettent de déduire qu’il y fonda un nouveau royaume, vers 40.
Après lui, ses trois fils se partageront successivement le pouvoir : Tincomarus conjointement avec son père d’abord, puis sur la moitié nord du royaume, tandis qu’Eppillus prend la moitié sud, et enfin Verica, vers 10 de l'ère chrétienne.
Le royaume atrébate sera conquis par les Catuvellauni, voisin au nord-est (leur capitale était Verulamium, actuelle St Albans), et leur roi Caratacus. Il est possible que l’exil à Rome de Verica figure parmi les motifs de la conquête romaine.
Après la conquête, le territoire atrébate sera englobé dans le royaume de Cogidubnus, entre 43 et environ 80. On estime que c’est vers cette date que la cité passera au stade de municipium.